# مولدیلوا
مولدیلوا (به انگلیسی: Moldeelva) رودخانه‌ای به‌طول ۵ کیلومتر است که در نروژ جریان دارد.